# Ma' Rosa
Ma' Rosa là một bộ phim của Philippines năm 2016 do Brillante Mendoza đạo diễn. Phim đã được lựa chọn để tranh cử giải Cành cọ vàng tại Liên hoan phim Cannes 2016. Tại Cannes, Jaclyn Jose đã đoạt giải Nữ diễn viên chính xuất sắc nhất. Phim cũng là ứng viên đại diện cho Philippines tranh cử hạng mục Phim ngoại ngữ hay nhất tại lễ trao giải Oscar lần thứ 89.

## Nội dung
Rosa (Jaclyn Jose) kết hôn với Nestor (Julio Diaz) và có bốn đứa con. Gia đình của Rosa có một cửa hàng sari-sari trong một khu phố ở Manila. Thu nhập từ cửa hàng nhỏ của mình là không đủ để đáp ứng những nhu cầu hàng ngày của gia đình, vì vậy những loại thuốc bất hợp pháp, đặc biệt là "đá" (ma túy đá) cũng được bày bán tại cửa hàng của Rosa